# Pinya (castell)

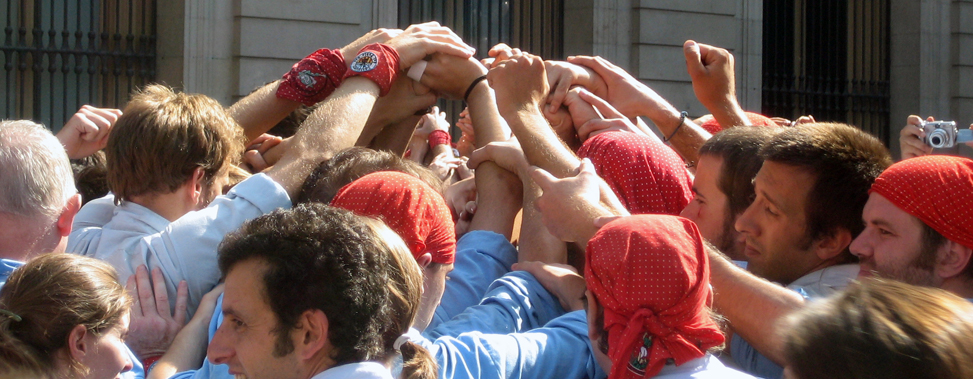
Preparant la pinya

La pinya és l'estructura d'un castell que reforça el pisos de baixos i segons. La forma el gruix dels homes i dones de la colla castellera. És el primer pis dels castells, aquell que manté el contacte amb el terra.
Quan suporta una o més estructures per sobre (folre, manilles o puntals), el pis que manté el contacte amb el terra rep el nom de soca, i generalment es reserva el nom de pinya per a tot el peu del castell que no forma part del tronc, incloent el folre, les manilles i els puntals.
En sentit estricte, els baixos no formen part de la pinya, atès que formen part de l'estructura vertical o tronc.
La funció de la pinya és la de sostenir el tronc, donant suport al pis de segons i falcant els baixos. Per assolir aquest doble objectiu, cada casteller de la pinya té una tasca específica en funció de la seva posició:

## Nucli
Els baixos, les agulles, les crosses i els contraforts formen el nucli de la pinya.

### Agulles
Les agulles se situen de cara al baix, al centre del castell, amb les mans enlaire, creuant els braços i agafant per sota els genolls el segon que queda sobre el baix que té al davant. D'aquesta manera, ocupen l'espai al centre de la pinya evitant que la força exercida per la resta de la pinya faci que aquesta es tanqui. Amb els braços, ajuda al segon que suporta el pes del castell a no agenollar-se. Alhora, és el responsable de mantenir la comunicació entre el seu segon, el baix, les mans, els vents i els laterals que l'ajuden.

### Crosses
Cadascun dels baixos del castell porta dues crosses, una a cada banda. Aquestes se situen cadascuna amb una espatlla sota l'aixella del baix, falcant-lo i ajudant-lo, d'aquesta manera, a suportar el pes del castell, impedint que el baix es desequilibri. Alhora, ocupen un espai essencial perquè altres posicions de la pinya (laterals i vents) treballin menys verticalment respecte al tronc i, per tant, exerceixin una força més adient sobre els segons. Si el castell té folre i/o manilles, els segons i/o els tercers també porten crosses.

### Contrafort
El contrafort se situa per darrere el baix, falcant-li l'esquena i regulant la pressió que li arriba per darrere al nivell del pit. Alhora, agafa cadascuna de les crosses per sota la faixa, ajudant-les a fer força cap amunt i ajudar el baix. També ocupa un espai que possibilita les mans treballar amb més comoditat.
Els contraforts també són anomenats cordons o homes del darrere.

## Mans
Les mans s'arrengleren darrere el contrafort, exercint amb el pit una força cap al centre del castell, i engrapant els segons per darrere, exercint una força vertical amb els braços.
Les mans s'enumeren consecutivament a partir del més proper al castell. Així, es parla de primeres mans, segones mans, terceres mans, etc.

## Laterals
Els laterals es col·loquen a una i altra banda de cada baix, just darrere les crosses. La seva tasca és la d'exercir força amb el pit cap al centre del castell, controlar els moviments laterals dels segons amb els braços sobre llurs cames, i oferir un punt de suport per les crosses amb una cuixa.
Com les mans, els laterals s'enumeren com a primer lateral, segon lateral, tercer lateral, etc.

## Vents
Els vents es col·loquen entre un i altre baix, pressionant amb el pit cap al centre del castell, amb la mà dreta prement un segon i l'esquerra prement l'altre segon. D'altra banda, ocupen un espai que les forces laterals de mans i laterals tenidirien a ocupar, deformant així la pinya.
Com en el cas de les mans i els laterals, els vents s'enumeren com a primers vents, segons vents, etc.
Els vents també reben el nom de daus (Valls), mà-i-mà (Terrassa, Granollers) o crucificat.

## Tapa-forats
Els taps ocupen els espais buits entre les diferents rengles de mans, laterals i vents, amb el cap acotat per sota els braços d'aquestes rengles. La seva tasca és la d'impedir els moviments i consegüent deformació de la pinya.
També reben el nom de falques, i en algunes colles s'anomenen tapataps els castellers que se situen darrere el primer tap col·locat.

## Cordons
Els cordons són les posicions que ocupen l'espai entre els laterals i els vents, amb les mans amunt, en una pinya de dos (o torre).

## Posicions específiques d'una soca
Haver de suportar un folre a sobre obliga a alterar algunes posicions a la soca, així, totes les mans enlairades de la pinya s'abaixen per contactar espatlla amb espatlla. Però algunes posicions reben noms específics:

### Creu
En una soca de dos (o torre), és el nom que rep la rengla de mans d'una pinya tradicional.

### Semi-creu
Es tracta de la posició que en una pinya tradicional, ocupen les rengles de vents.

### Ganso
Els gansos ocupen en una soca la posició dels taps en una pinya, però tenen la funció afegida de suportar el peu d'una crossa i d'un lateral.
També reben el nom de porta-crosses i de porta-porta-crosses quan a més del folre han de sostenir les manilles.